# Identidad federada
La identidad federada es una de las soluciones para abordar la gestión de identidad en los sistemas de información. El valor añadido adicional respecto a otras soluciones es la gestión de identidad interdependiente entre compañías, lo que se denomina Federated Identity Management.
Como cualquier solución de IdM (Identity Management o Gestión de Identidad en castellano), su objetivo es obtener una gestión de usuarios eficiente, la sincronización de los datos identificativos, gestión de acceso, servicios de agrupación, servicios de directorio, auditoría e informes,...
Mediante soluciones de Identidad Federada los individuos pueden emplear la misma identificación personal (típicamente usuario y contraseña) para identificarse en redes de diferentes departamentos o incluso empresas. De este modo las empresas comparten información sin compartir tecnologías de directorio, seguridad y autenticación, como requieren otras soluciones (metadirectorio, Single Sign On, etc.). Para su funcionamiento es necesaria la utilización de estándares que definan mecanismos que permiten a las empresas compartir información entre dominios. El modelo es aplicable a un grupo de empresas o a una gran empresa con numerosas delegaciones y se basa en el "círculo de confianza" de estas, un concepto que identifica que un determinado usuario es conocido en una comunidad determinada y tiene acceso a servicios específicos.
Empresas que han desarrollado software para Identidad Federada son:
- OASIS, que ofrece SAML (1.1), una especificación basada en XML que permite autenticación cruzada entre dominios.
- Microsoft e IBM, que proponen un mecanismo de seguridad de Web Services que incluye identidad.
- Por otro lado, se formó la alianza Liberty Alliance Project (a la que pertenece IBM desde octubre de 2004) para desarrollar estándares abiertos y neutrales para Federación de Identidad.